# Seznam novozelandskih pisateljev
Seznam novozelandskih pisateljev.

## C
- Eleanor Catton
- William Henry Cunningham

## D
- John Evelyn Duigan

## J
- Amo Jones

## M
- Katherine Mansfield

## W
- Taika Waititi